# Challenger de Troisdorf
El Saturn Oil Open es un torneo profesional de tenis. Pertenece al ATP Challenger Tour. Se juega desde el año 2022 sobre pistas de dura, en Troisdorf, Alemania.

## Palmarés

### Individuales
| Año  | Campeón     | Finalista                | Resultado     |
| ---- | ----------- | ------------------------ | ------------- |
| 2022 | Lukáš Klein | Zizou Bergs              | 6-2, 6-4      |
| 2023 | Ivan Gakhov | Frederico Ferreira Silva | 6-2, 5-7, 6-3 |

### Dobles
| Año  | Campeones                          | Finalistas                       | Resultado   |
| ---- | ---------------------------------- | -------------------------------- | ----------- |
| 2022 | Dustin Brown Evan King             | Hendrik Jebens Piotr Matuszewski | 6-4, 7-5    |
| 2023 | Íñigo Cervantes Oriol Roca Batalla | Manuel Guinard Grégoire Jacq     | 6-2, 7-6(1) |